# ماركوس أرمسترونغ
ماركوس أرمسترونغ (بالإنجليزية: Marcus Armstrong)‏ هو سائق سباق نيوزلندي، ولد في 29 يوليو 2000 في كرايستشرش في نيوزيلندا.

## وصلات خارجية
- ماركوس أرمسترونغ على موقع DriverDB.com (الإنجليزية)